# Arabské mistrovství ve futsalu
Arabské mistrovství ve futsalu jsou nejvyšší mezinárodní událost arabských zemí ve futsalu, kterou řídí Arabská fotbalová unie (UAFA). Jejich historie sahá do roku 1998, kdy se v Egyptě konalo první arabské mistrovství. Momentálně probíhají jen mužské kategorie. Dominují v nich týmy Egypta a Libye.

## Výsledky
| 1998 | Káhira (Egypt)    | 9  | Egypt | Maroko | Libye     |
| 2005 | Káhira (Egypt)    | 9  | Egypt | Maroko | Libanon   |
| 2007 | Tripolis (Libye)  | 14 | Libye | Egypt  | Libanon   |
| 2008 | Port Said (Egypt) | 14 | Libye | Egypt  | Jordánsko |

## Medailové bilance zemí
| Poř. | Země      | Zlato          | Stříbro        | Bronz          | Počet medailí |
| ---- | --------- | -------------- | -------------- | -------------- | ------------- |
| 1.   | Egypt     | 2 (1998, 2005) | 2 (2007, 2008) | 0              | 4             |
| 2.   | Libye     | 2 (2007, 2008) | 0              | 1 (1998)       | 3             |
| 3.   | Maroko    | 0              | 2 (1998, 2005) | 0              | 2             |
| 4.   | Libanon   | 0              | 0              | 2 (2005, 2007) | 2             |
| 5.   | Jordánsko | 0              | 0              | 1 (2008)       | 1             |